# XII Brigada Internacional
La XII Brigada Internacional fou una de les unitats militars en les que es va estructurar l'arribada de voluntaris estrangers en suport de la Segona República Espanyola i per a lluitar contra la insurrecció militar del general Franco durant la Guerra Civil espanyola, en el marc de les anomenades Brigades Internacionals. De majoria anarquista, a patir del juliol del 1937 se la conegué també amb el nom d'un dels seus batallons, Garibaldi.

## Formació de la Brigada
La XII Brigada Internacional es va organitzar el dia 1 de novembre de 1936 a Mahora, amb els batallons Garibaldi, Thälmann i André Marty. El comandament va ser conferit al general Luckács amb el coronel Bielov (Karlo Lukanov) com a cap d'Estat Major i Luigi Longo com a comissari. Al marxar cap al front, aquest últim va ser rellevat per Gustav Regler. En aquests moments, l'organització era molt deficient, car només es comptava amb el Batalló Garibaldi. Els altres dos batallons van haver d'improvisar-se sobre la marxa quan el 9 de novembre es va donar el senyal de partida.

## Primers combats
La XII Brigada va rebre el seu baptisme de foc en l'atac infructuós que dugué a terme al costat de quatre brigades espanyoles al Cerro de los Angeles o "Cerro Rojo", prop de Madrid, el dia 13 de novembre del 1936 i que acabà amb unes 300 baixes republicanes.
Una setmana més tard, la XII Brigada va rellevar la XI a la Ciutat Universitària (barri de Madrid) amb un nou fracàs, car va perdre el palauet de la Moncloa. Fins al 27 de novembre, va continuar defensant les seves trinxeres, a costa de greus pèrdues. Després de la seva retirada del front, es va procedir a la reorganització, va cedir el Batalló Thälmann a la XI i va rebre el Dombrowski. Van continuar a primera línia a Aravaca i Pozuelo i a la lluita entorn de la carretera de La Corunya, on es va distingir en la defensa de Boadilla.
Els primers dies de gener de 1937, la Brigada va actuar en el front de Guadalajara, on va conquistar Mirabueno i Almadrones, però sense poder progressar en el seu avanç, estavellant-se en el Monte de San Cristóbal. Novament va tornar a l'escenari de la carretera de La Corunya per a contraatacar a Majadahonda.

## La Batalla del Jarama
El 6 de febrer, els nacionals emprenien la batalla del Jarama i totes les Brigades Internacionals disponibles van acudir a l'escenari de la lluita. La missió de la XII Brigada i especialment del Batalló André Marty era vigilar els ponts de Pindoque i Arganda, però els Tiradores de Ifni nacionals van sorprendre els sentinelles que guardaven el pont de Pindoque i això va possibilitar que es perdessin dues terceres parts dels seus efectius. Fins a l'entrada de nit no es va poder restablir la situació i constatar el desastre. Es va procedir a la reorganització i Luckács va cedir el comandament a Randolfo Pacciardi.

## La batalla de Guadalajara
La XII Brigada va arribar precipitadament, el 8 de març, a La Alcarria per passar, quatre dies més tard, a la contraofensiva en el marc del que seria la batalla de Guadalajara, ocupant el Batalló Garibaldi el Palacio Ibarra en lluita amb els italians de la Divisió franquista Littorio i culminant la seva actuació amb la recuperació de Brihuega.
Va seguir un període de relativa calma amb cops de mà a Morata de Tajuña, infructuosos atacs al Cerro Garabitas i la participació en una ofensiva contra Osca, alternant amb estades de repòs a Fuencarral, Valdeavero i Tortosa.

## La Batalla de Brunete
La batalla de Brunete va començar per a la XII Brigada amb un signe esperançador: la presa de Villanueva del Pardillo el dia 11 de juliol, però després la sort es va torçar: Villanueva del Pardillo es va perdre, encara que es va poder tornar a recuperar i els repetits intents d'ocupar Villafranca del Castillo van acabar en un rotund fracàs amb la deserció o fugida dels tres batallons italo-espanyols, substituts del Thälmann i de l'André Marty.
La desmoralització dels garibaldins només va tenir una solució, resistir en les posicions conquistades el primer dia de l'ofensiva. Després d'aquests combats, es va procedir a reposar baixes i substituir Pacciardi pel també italià Carlo Penchienati, que al seu torn va ser reemplaçat pel seu compatriota Agostino Casati ("Nino Raimondi").

## La Batalla de Belchite
A Belchite, la XII Brigada fou llançada a l'atac en el sector de Farlete, però aviat es va veure frenada en el seu impuls per les defenses de Perdiguera. En finalitzar la batalla, es va reorganitzar la Brigada a Binéfar amb nou canvi a la direcció, a la qual van accedir el francès François Bernard i l'italià Arturo Zanoni.

## L'acció de Sierras Quemadas
Per a descongestionar la contraofensiva nacional a Terol, el comandament republicà va projectar una operació a Extremadura, a la zona de Sierras Quemadas, amb la participació de la XII Brigada, la qual va llançar un atac nocturn, arribant fins al cim, però sent finalment aturats pels morters enemics i la cavalleria mora. Arran d'aquest fracàs es va destituir Zanoni i es va nomenar en el seu lloc al major de milícies Eloy Paradinas Quero.

## La retirada d'Aragó
El 10 de març, la XII Brigada Internacional va acudir des de Zalamea al front d'Aragó, on els nacionals havien iniciat una gran ofensiva. La seva missió consistia a defensar Mediana, que van perdre ja aquell mateix dia i el replegament posterior, braç a braç amb la XIV Brigada Internacional, va seguir la direcció Maella-Favara-Nonasp.
Al nord de Favara va pretendre oferir resistència, però la desbandada de la XIV Brigada va arrossegar els italians, que no van poder ser reagrupats fins a trobar-se a Corbera. L'implacable avanç adversari va empènyer la XII Brigada per la carretera de Gandesa a Tortosa en franca desbandada, durant la qual va caure presoner el seu cap Paradinas, sent reemplaçat per l'italià Martino Martini.
La Brigada va haver de ser enviada a rereguarda per a suplir les baixes amb
oficials i reclutes espanyols, de manera que els internacionals van passar a ser minoria.

## Batalla de l'Ebre
Per a la batalla de l'Ebre, la Brigada es va concentrar a Ginestar (Ribera d'Ebre), a primers de juliol del 1938. El 27 de juliol, es va donar l'ordre de passar el riu, arribant fins a l'encreuament de Camposines, on va romandre en reserva fins al 14 d'agost. Aquest dia, va ser enviada a rellevar les forces de l'Onzena Divisió a la Serra de Pàndols. Dos dies més tard, la XII Brigada va ser llançada al contraatac contra la Cota de la Mort o "Puig de l'Àguila", el cim de la qual va assolir en arribar la nit.
El 15 d'agost, va assumir el comandament de la Brigada el major de milícies Luis Rivas Pereyra. El mes de setembre, l'escenari de la lluita es va traslladar als accessos de Camposines, on la Brigada va sofrir importants pèrdues en els combats entorn de les cotes 382, 356 i 371 i el Coll del Cosso.
El 23 de setembre, es va procedir a la retirada per a repatriar els combatents estrangers i el dia 1 d'octubre, es va procedir a formar una nova XII Brigada, aquesta vegada Brigada Mixta, formada exclusivament per espanyols i continuant al comandament el major de milícies Luis Rivas Amat.

## El pas de la frontera
A punt de caure Barcelona, els brigadistes que esperaven la seva repatriació a la Garriga, van tornar a reconstituir una embrionària XII Brigada Internacional, que es va anar retirant per la falda nord-oest del Montseny i va intentar de resistir a Llagostera. El replegament continuà per la línia de la costa amb l'única consigna de guanyar la frontera, cosa que realitzà el 9 de febrer del 1939.